# Aqrah (distrikt)
Akre District (arabiska: عقره, kurdiska: Akrê, ئاكرێ) är ett distrikt i Irak.   Det ligger i provinsen Ninawa, i den norra delen av landet, 400 km norr om huvudstaden Bagdad.
Följande samhällen finns i Akre District:
- Aqrah